# Série convexa
Uma série convexa, em matemática, particularmente em análise funcional e análise convexa,  é uma série da forma {\displaystyle \sum _{i=1}^{\infty }r_{i}x_{i}} onde {\displaystyle x_{1},x_{2},\ldots } são todos elementos de um espaço vetorial topológico {\displaystyle X},e todos {\displaystyle r_{1},r_{2},\ldots } são números reais não negativos que somam {\displaystyle 1} (isto é, tal que {\displaystyle \sum _{i=1}^{\infty }r_{i}=1}).

## Tipos de série convexa
Suponha que {\displaystyle S} é um subconjunto de {\displaystyle X} e {\displaystyle \sum _{i=1}^{\infty }r_{i}x_{i}} é uma série convexa em {\displaystyle X.}
- Se todos {\displaystyle x_{1},x_{2},\ldots } pertencem a {\displaystyle S} então a série convexa{\displaystyle \sum _{i=1}^{\infty }r_{i}x_{i}} é chamada de série convexa com elementos de {\displaystyle S}.
- Se o conjunto {\displaystyle \left\{x_{1},x_{2},\ldots \right\}} é um conjunto limitado (von Neumann)[3] então a série chamada de série b-convexa.
- A série convexa {\displaystyle \sum _{i=1}^{\infty }r_{i}x_{i}} é dito ser uma série convergente se a seqüência de somas parciais{\displaystyle \left(\sum _{i=1}^{n}r_{i}x_{i}\right)_{n=1}^{\infty }} converge em {\displaystyle X} a algum elemento de {\displaystyle X,} que é chamado de soma da série convexa.
- A série convexa é chamada Cauchy se {\displaystyle \sum _{i=1}^{\infty }r_{i}x_{i}} é uma série Cauchy[4], que por definição significa que a sequência de somas parciais {\displaystyle \left(\sum _{i=1}^{n}r_{i}x_{i}\right)_{n=1}^{\infty }} é uma sequência de Cauchy.